# Lukas Kampa
Lukas Immanuel Kampa (né le 29 novembre 1986 à Bochum, en Rhénanie-du-Nord-Westphalie) est un joueur allemand de volley-ball. Il mesure 1,95 m et joue passeur. Il totalise 89 sélections en équipe d'Allemagne.

## Clubs
| Club                | De        | À         |
| ------------------- | --------- | --------- |
| Moerser SC          | 2006-2007 | 2007-2008 |
| VfB Friedrichshafen | 2008-2009 | 2009-2010 |
| RWE Volleys Bottrop | 2010-2011 | 2010-2011 |
| Lokomotiv Belgorod  | sep 2012  | déc 2012  |
| Lokomotiv Kharkov   | jan 2013  | mai 2013  |
| Pallavolo Modène    | 2013-2014 | 2013-2014 |
| Czarni Radom        | 2014-2015 | 2015-2016 |
| Jastrzębski Węgiel  | 2016-2017 | 2020-2021 |
| Trefl Gdańsk        | 2016-2017 | 2020-2021 |

## Palmarès

### En sélection nationale
- Championnat du monde
  -  : 2014
- Championnat d'Europe
  -  : 2017
- Jeux européens (1)
  -  : 2015
- Mémorial Hubert Wagner
  -  : 2012

### En club
- Coupe d'Allemagne
  - Finaliste : 2007
- Championnat d'Allemagne (2)
  - Vainqueur : 2009, 2010
- Championnat de Russie (1)
  - Vainqueur : 2013
- Coupe de Russie (1)
  - Vainqueur : 2013
- Championnat d'Ukraine (1)
  - Vainqueur : 2014
- Coupe d'Ukraine (1)
  - Vainqueur : 2014
- Championnat de Pologne
  - Troisième : 2017, 2019
- Coupe de Pologne
  - Finaliste : 2019, 2021
- Supercoupe de Pologne
  - Troisième : 2020

### Distinctions individuelles
- 2014 : Championnat du monde – Meilleur passeur
- 2021 : Tournoi de qualification olympique (Europe : CEV) – Meilleur passeur